# Alícia Homs Ginel
Alícia Homs Ginel, née le 15 octobre 1993 à Palma, est une femme politique espagnole.
Membre du Parti socialiste ouvrier espagnol, elle siège au Parlement européen depuis 2019. 